# Ole Lilloe-Olsen
Ole Andreas Lilloe-Olsen (27. dubna 1883 Oslo – 29. dubna 1940 Oslo) byl norský reprezentant ve sportovní střelbě, zaměřený na puškové disciplíny, pětinásobný olympijský vítěz.
Pocházel ze statkářské rodiny z Grefsenu na předměstí Osla, vystudoval agronomii, věnoval se lyžování a od roku 1913 střelbě v klubu Oslo Østre Skytterlag. V roce 1918 vyhrál v Kongsvingeru soutěž Landsskytterstevnet o krále norských střelců. Na olympiádě 1920 v Antverpách vyhrál soutěž jednotlivců ve střelbě na běžícího jelena na 100 metrů (dva výstřely), jako člen norského družstva získal další dvě zlaté medaile ve střelbě na běžícího jelena s jedním výstřelem i dvěma výstřely. Na olympiádě 1924 v Paříži obhájil titul v soutěži jednotlivců a v soutěži družstev s jedním výstřelem, v soutěži družstev se dvěma výstřely byl druhý. Také obsadil sedmé místo v trapu družstev. Je nejúspěšnějším norským reprezentantem na letní olympiádě. Ještě ve věku 49 let vytvořil světový rekord ve skeetu, reprezentoval na mezinárodní úrovni do roku 1937.